# Elecciones generales de la República Centroafricana de 2020
Las elecciones generales se celebraron en la República Centroafricana el 27 de diciembre de 2020 para elegir al Presidente y la Asamblea Nacional. Si ningún candidato presidencial obtiene más del 50% de los votos, se llevará a cabo una segunda vuelta de las elecciones presidenciales el 14 de febrero de 2021.

## Candiadatos presidenciales
El 3 de diciembre de 2020, el Tribunal Constitucional de la República Centroafricana aceptó 17 candidaturas para las elecciones presidenciales:
- Faustin-Archange Touadéra (MCU)
- Anicet-Georges Dologuélé (URCA)
- Martín Ziguélé (MLPC)
- Sylvain Patassé
- Mahamat Kamoun
- Augustin Agou
- Crépin Mboli Goumba
- Serge Djorie
- Eloi Anguimaté
- Alexandre-Ferdinand Nguendet
- Abdoul Karim Meckassoua
- Catherine Samba-Panza
- Cyriaque Gonda
- Nicolas Tiangaye
- Kolingba Désiré
- Reboas Aristide
- Serge Bokassa

Se rechazaron cinco candidaturas, incluida la del expresidente François Bozizé.

## Intimidación de los votantes por parte de grupos armados
El grupo rebelde Retorno, Recuperación, Rehabilitación prohibió que el registro de votantes para las elecciones entrantes se llevara a cabo en Koui y Ngaoundaye.
El 6 de agosto de 2020, el grupo rebelde Unión por la Paz en la República Centroafricana (UPC) prohibió que el registro de votantes se llevara a cabo en Bambouti, en Haut-Mbomou, exigiendo un rescate. A partir del 15 de octubre, sólo 700 personas pudieron registrarse para votar en la prefectura de Haut-Mbomou, como resultado de la presencia de la UPC y el LRA en la región.
Los líderes de Retorno, Recuperación y Rehabilitación anuncian una coalición para las elecciones generales, una medida que aumenta las tensiones antes de las elecciones, donde la oposición teme un fraude electoral masivo. Los grupos armados se nombraron a sí mismos la Coalición de Patriotas por el Cambio (CPC) e invitaron a otros grupos armados a unirse, al tiempo que los instaron a proteger la integridad de los civiles.
El 25 de diciembre, dos días antes de las elecciones, hombres armados no identificados atacaron a las fuerzas de seguridad nacionales y a las fuerzas internacionales de mantenimiento de la paz que prestan servicios en la misión de mantenimiento de la paz de las Naciones Unidas en la República Centroafricana (MINUSCA) en Dékoa, en la prefectura central de Kémo, y en Bakouma, en la prefectura meridional de Mbomou. Tres miembros del personal de mantenimiento de la paz de Burundi resultaron muertos y otros dos heridos. El ataque se produjo horas después de que una coalición rebelde que luchaba contra el gobierno suspendiera la tregua unilateral y reiterara los llamamientos a la suspensión de las elecciones.
Los ataques contra el personal de mantenimiento de la paz se produjeron después de un aumento general de la violencia en toda la República Centroafricana, en las últimas semanas, durante el cual también se ha atacado a los trabajadores y las propiedades de la ayuda. La inseguridad y el miedo a la violencia han llevado a más de 55.000 personas a huir de sus hogares.

## Resultados parciales

### Elecciones presidenciales
| Faustin-Archange Touadéra          | Movimiento Corazones Unidos                             | 346,687 | 53.92 |
| Anicet-Georges Dologuélé           | Unión para la Renovación Centroafricana                 | 135,081 | 21.01 |
| Martin Ziguélé                     | Movimiento para la Liberación del Pueblo Centroafricano | 47,948  | 7.46  |
| Désiré Kolingba                    | Agrupación Democrática Centroafricana                   | 24,381  | 3.79  |
| Crépin Mboli Goumba                | PATRIE                                                  | 20,298  | 3.16  |
| Sylvain Patassé-Ngakoutou          | Nuevo Impulso Centroafricano                            | 9,250   | 1.44  |
| Augustin Agou                      | Renacimiento para un Desarrollo Sustentable             | 9,009   | 1.40  |
| Jean-Serge Bokassa                 | Kodro Ti Mo Kozo Si                                     | 8,907   | 1.39  |
| Mahamat Kamoun                     | Centroáfrica para Todos                                 | 7,833   | 1.22  |
| Alexandre-Ferdinand Nguendet       | Agrupación por la República                             | 6,984   | 1.09  |
| Catherine Samba-Panza              | Independiente                                           | 5,526   | 0.86  |
| Karim Meckassoua                   | Camino de la Esperanza                                  | 5,153   | 0.80  |
| Eloi Anguimaté                     | Convención Nacional                                     | 3,975   | 0.62  |
| Serge Djorie                       | CAPNCA                                                  | 3,673   | 0.57  |
| Cyriaque Gonda                     | Partido Nacional por una Nueva Centroáfrica             | 3,265   | 0.51  |
| Reboas Aristide                    | Partido Demócrata Cristiano                             | 2,593   | 0.40  |
| Nicolas Tiangaye                   | Convención Republicana por el Progreso Social           | 2,393   | 0.37  |
| Votos nulos/en blanco              | Votos nulos/en blanco                                   | 52,170  | –     |
| Total                              | Total                                                   | 695,126 | 100   |
| Votantes registrados/participación | Votantes registrados/participación                      | 910,784 | 76.32 |
| Fuente:ANERCA                      |                                                         |         |       |

### Asamblea Nacional
| Partido                                                          | Partido                                                 | Primera vuelta | Primera vuelta | Primera vuelta | Segunda vuelta | Segunda vuelta | Segunda vuelta | Total seats | +/– |
| Partido                                                          | Partido                                                 | Votos          | %              | Escaños        | Votos          | %              | Escaños        | Total seats | +/– |
| ---------------------------------------------------------------- | ------------------------------------------------------- | -------------- | -------------- | -------------- | -------------- | -------------- | -------------- | ----------- | --- |
|                                                                  | Movimiento Corazones Unidos                             |                |                | 5              |                |                |                |             |     |
|                                                                  | Unión Nacional para la Democracia y el Progreso         |                |                | 1              |                |                |                |             |     |
|                                                                  | Unión para la Renovación Centroafricana                 |                |                | 2              |                |                |                |             |     |
|                                                                  | Movimiento para la Liberación del Pueblo Centroafricano |                |                | 3              |                |                |                |             |     |
|                                                                  | Agrupación Democrática Centroafricana                   |                |                | 0              |                |                |                |             |     |
|                                                                  | Convergencia Nacional "Kwa Na Kwa"                      |                |                | 1              |                |                |                |             |     |
|                                                                  | Partido por la Gobernanza Democrática                   |                |                | 1              |                |                |                |             |     |
|                                                                  | Unión Nacional de Demócratas Republicanos               |                |                | 1              |                |                |                |             |     |
|                                                                  | Movimiento Nacional de Independientes                   |                |                | 1              |                |                |                |             |     |
|                                                                  | PATRIE                                                  |                |                | 1              |                |                |                |             |     |
|                                                                  | Otros partidos                                          |                |                | 2              |                |                |                |             |     |
|                                                                  | Independientes                                          |                |                | 3              |                |                |                |             |     |
| Total                                                            | Total                                                   |                | 100            | 21             |                | 100            | 61             | 140         | +9  |
|                                                                  |                                                         |                |                |                |                |                |                |             |     |
| Votos válidos                                                    |                                                         |                |                |                |                |                |                |             |     |
| Votos nulos/en blanco                                            |                                                         |                |                |                |                |                |                |             |     |
| Total de votos                                                   | Total de votos                                          |                | 100            |                | 100            |                |                |             |     |
| Votantes registrados/participación                               |                                                         |                |                |                |                |                |                |             |     |
| Fuente: RJDH Archivado el 9 de enero de 2021 en Wayback Machine. |                                                         |                |                |                |                |                |                |             |     |